# 库莱诺维奇收藏馆

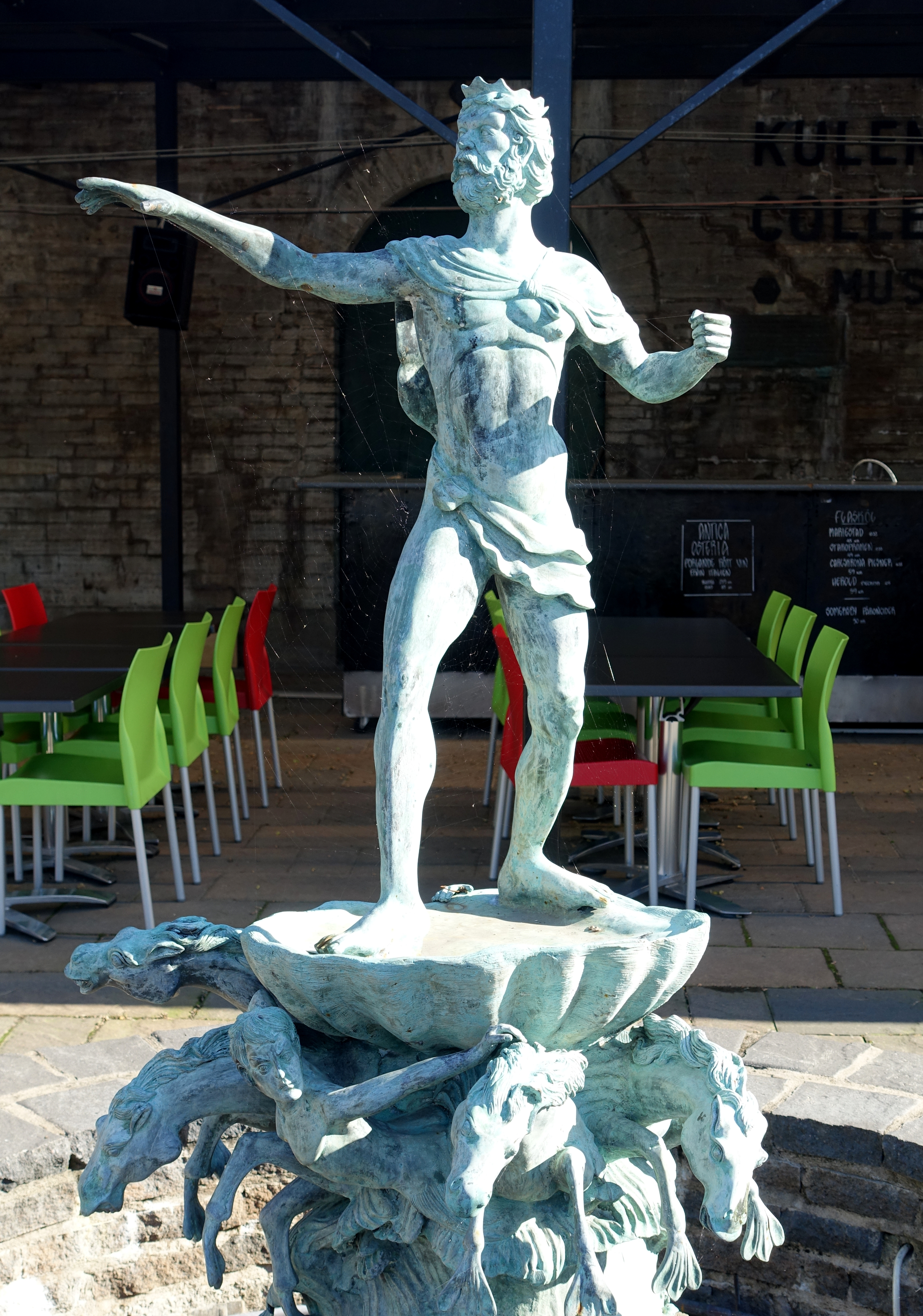
博物馆外的尼普顿雕像

库莱诺维奇收藏馆（瑞典語：The Kulenovic Collection）是瑞典卡尔斯克鲁纳的一座博物館，开放于2007年。时至今日，它已经被关注了将近80年。收藏馆馆主是里扎赫·库莱诺维奇，他是著名的穆罕默德·贝伊·库莱诺维奇的曾孙，并且是库莱诺维奇家族始祖，出生于波斯尼亚库棱瓦库夫小镇。

## 收藏品
库莱诺维奇收藏馆展出着各种各样的艺术作品，其中包括被库莱诺维奇家族持有并保存600年的中国瓷器、手工艺品和考古发掘品等等。在巴尔干半岛、威尼斯、伊斯坦布尔和波斯都有库莱诺维奇家族的活动足迹。自从1447年，追溯到八代前，通过与奥斯曼帝国的蘇丹王国家庭并联，库莱诺维奇家族代表人物有国际商人和威尼斯总督宫官员。收藏馆里西方艺术品覆盖了从文艺复兴时期到1920年左右。东方的收藏品来源于奥斯曼帝国丝绸之路周边国家或者附近区域。